# Stenotis arenaria
Stenotis arenaria là một loài thực vật có hoa trong họ Thiến thảo. Loài này được (Rose) Terrell mô tả khoa học đầu tiên năm 2001.